# Heimatmuseum Boizenburg

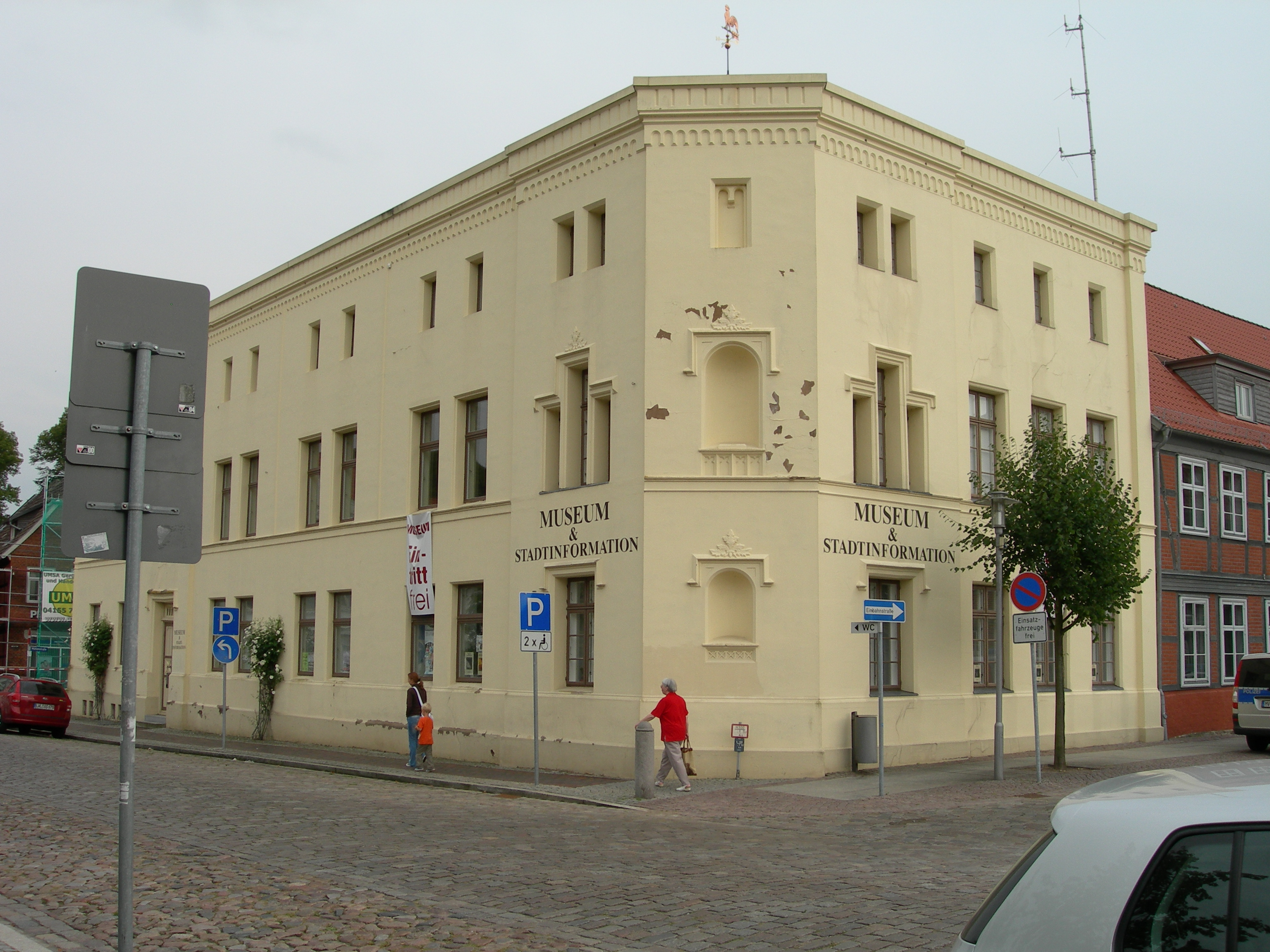

Das Heimatmuseum Boizenburg in Boizenburg/Elbe (Mecklenburg-Vorpommern), Markt 1, befindet sich in einem ehemaligen Wohnhaus. Hier ist auch das Büro der Stadtinformation angesiedelt.
Das Gebäude steht unter Denkmalschutz.

## Geschichte
1935 wurde auf Initiative des örtlichen Kunstvereins und geschichtlich interessierter Bürger der Verein Heimatmuseum gegründet. Das Museum war in verschiedenen Gebäuden untergebracht, u. a. seit 1934 im Haus der Freimaurerloge Vesta zu den drei Türmen,  Kleine Wallstraße 7, die unter den Nationalsozialisten nicht mehr aktiv sein durfte. 1935 eröffnet Reichsstatthalter Friedrich Hildebrandt das von Heimatforscher Hans Vick geleitete Museum. Es bezog 2005 das im Rahmen der Städtebauförderung sanierte ehemalige Wohnhaus.
Das dreigeschossige historisierende Haus mit einem breiten Gesims stammt aus der Mitte des 19. Jahrhunderts. Es soll von dem Schweriner Schlossbaumeister Georg Adolf Demmler entworfen worden sein. Es war ursprünglich Wohnhaus des langjährigen Bürgermeisters von Boizenburg, Hermann Burmeister, und eines Arztes. In den 1970er Jahren war es Sitz der Stadtbibliothek.
Die Ausstellungen zeigen das kleinstädtische Alltagsleben, durch seine Lage an der Elbe verbunden mit Fischerei, dem Schiffbau, Handel, Hochwasser und Hochwasserschutz. Die Geschichte als Grenzstadt der DDR wird thematisiert. Vorgestellt werden auch Lebensstationen angesehener Bürger.